# Samodia ebracteata
Samodia ebracteata là một loài thực vật có hoa trong họ Anh thảo. Loài này được (Kunth) Baudo miêu tả khoa học đầu tiên năm 1843.